# 埃塞俄比亚内战
埃塞俄比亚内战自1974年9月12日左翼军人发动政变推翻海尔·塞拉西皇帝开始，一直延续到1991年霍查派领导的反对派联盟埃塞俄比亚人民革命民主阵线推翻门格斯图独裁政权。战争直接或間接造成至少140万人死亡。
1974年，埃塞俄比亚发生革命，皇帝被推翻。随后，社会主义埃塞俄比亚临时军政府（通称“德尔格”）成立。海尔·马里亚姆·门格斯图逐渐掌握德尔格政权的实权，为巩固权力，他在1975年至1977年大肆清洗政治异己，其中主要的对手是亲华的共产主义政党埃塞俄比亚人民革命党和亲苏的共产主义政党全埃塞俄比亚社会主义运动，它们曾为推翻君主制做出很大贡献。尽管德尔格政权也标榜尊崇马克思主义，却使用残忍的手段镇压反对派（主要是原先的共产主义盟友），包括对成千上万人进行死刑、暗杀、拷问和监禁。
与此同时，在1977年，德尔格政权遇到索马里的入侵。当时索马里的总统穆罕默德·西亚德·巴雷希望吞并埃塞俄比亚东部的索马里人聚居区。埃塞俄比亚军队在苏联和古巴的大力支持下，击败索马里军队及其在埃塞俄比亚境内的盟友西索马里解放阵线。
在内战时期，德尔格政权为履行其“耕者有其田”的口号，将曾经属于地主的耕种土地重新分配给农民。由于管理不善、腐败以及对军政府暴力统治的敌意，导致粮食产量急剧下降。在20世纪80年代，埃塞俄比亚发生饥荒，将近700万人死亡。与此同时，海尔·马里亚姆·门格斯图先后组建埃塞俄比亚劳动人民党组织委员会和埃塞俄比亚工人党，试图建立一套类似于苏联的政治体制，强化自己的统治地位。1987年，颁布新宪法，定国名为“埃塞俄比亚人民民主共和国”。
1980年代中期，亲阿尔巴尼亚的提格雷人民解放阵线（提格雷人民解放阵线的领导人组建了奉行霍查主义路线的提格雷马列主义联盟，作为幕后领导组织）逐渐崛起，成为最主要的武装反对派力量。
1988年3月，埃塞俄比亚进入全面内战状态。

1989年－1991年埃塞俄比亚各地區的反政府武裝：
綠：厄立特里亚人民解放阵线
深黃：提格雷人民解放阵线
橙：埃塞俄比亞民主聯盟
深藍：埃塞俄比亞人民民主運動
紫藍：阿法爾解放陣線
淺黃：埃塞俄比亚人民革命党
粉紅：奥罗莫解放阵线
紫：錫達馬解放陣線
苍蓝：索马里阿波解放阵线
淺藍：西索馬里解放陣線、欧加登民族解放阵线

1989年初，以提格雷人民解放阵线为核心的政治军事联盟埃塞俄比亚人民革命民主阵线成立，并与一直致力于争取厄立特里亚独立的厄立特里亚人民解放阵线结盟。
1990年，失去苏联援助的门格斯图政权宣布放弃社会主义制度，并开始实行经济自由化。同年2月，厄立特里亚人民解放阵线武装占领马萨瓦，完全切断了政府军在厄立特里亚的供应线，政府军的士气受到严重打击。
1991年5月24日，駐守阿斯馬拉的埃軍第2軍團10萬人向厄立特里亚人民解放阵线投降；5月28日，埃塞俄比亚人民革命民主阵线领导的武装攻克首都亚的斯亚贝巴，门格斯图政权垮台，海尔·马里亚姆·门格斯图及3000名官员逃往国外，埃塞俄比亚人民革命民主阵线成立埃塞俄比亚过渡政府，霍查派领导人梅莱斯·泽纳维任临时总统，开始其长达21年的执政。